# Sangue & Vinho
Sangue & Vinho (no original, Blood and Wine) é um filme de suspense policial neo-noir de 1997 com a realização de Bob Rafelson, a partir do argumento escrito por Nick Villiers e Alison Cross. O elenco é composto por Jack Nicholson, Jennifer Lopez, Stephen Dorff, Judy Davis e Michael Caine. Rafelson afirmou que seria a parte final da trilogia não-oficial com Nicholson, sucedendo a Five Easy Pieces e The King of Marvin Gardens, da década de 1970.

## Sinopse
Alex Gates (Jack Nicholson) é um comerciante de vinhos de Miami que se distanciou de sua esposa alcoólatra Suzanne (Judy Davis) com sua traição, e de seu enteado Jason (Stephen Dorff) com sua indiferença. Muito endividado, Alex planeja roubar um valioso colar de diamantes da casa de seus clientes, a família Reese, onde trabalha sua amante cubana Gabriela (Jennifer Lopez). Ele examina a casa durante uma entrega de vinho com Jason, que infelizmente trabalha no negócio de Alex. Jason se sente atraído por Gabriela, sem saber de sua relação com o pai.
No dia do roubo, Alex e seu parceiro, um cracker britânico chamado Victor (Michael Caine), chegam à casa sob o pretexto de que a adega dos Reeses precisa de reparos. Gabriela deveria deixá-los entrar, mas foi despedida no dia anterior. Felizmente, Alex cultivou um relacionamento com o segurança e consegue convencê-lo a deixá-los entrar. Victor envia Alex e o guarda em uma missão enquanto ele trabalha no cofre, mas um segundo guarda fica desconfiado, embora Victor seja capaz de completar o trabalho antes de ser descoberto.
A dupla decide que Alex vai penhorar o colar em Nova York, e ele convida Gabriela para ir com ele. Enquanto ele faz as malas, Suzanne arrisca suas passagens aéreas e percebe imediatamente que ele está tendo outro caso. Os dois começam uma briga física e ela o nocauteia. Em pânico, ela esvazia a mala dele, onde ele escondeu o colar, e o usa para suas próprias roupas. Ela e Jason fogem para Florida Keys. Ao chegar, eles descobrem o colar, mas Suzanne não quer ficar com ele. Jason avaliou e descobre que vale $1 milhão. Ele também visita Gabriela em Miami, dando a ela o número de telefone do local onde estão hospedados.
Victor e Alex visitam Henry (Harold Perrineau) amigo de Jason na tentativa de descobrir o paradeiro de Jason. Victor, que está morrendo de tuberculose e determinado a lucrar com o roubo, ataca Henry antes que Alex perceba que ele não sabe de nada. A dupla entra em contato com vários joalheiros para procurar o colar e obter um relatório do avaliador de Jason. Chegando em Key Largo, Victor finge flertar com Suzanne, mas Jason, que obteve uma descrição do agressor de Henry, percebe quem ele é. Depois de uma briga, Jason foge com sua mãe no carro. Victor e Alex perseguem e causam um acidente que mata Suzanne. Apesar de ferido, Jason dá alta do hospital e retorna a Miami para matar seu padrasto, apenas para encontrar Gabriela na cama de Alex. Após uma breve discussão, eles se reconciliam.
Alex descobre Jason e Gabriela na manhã seguinte, e a acusa de dormir com seu enteado. Victor confronta Jason, que o faz pensar que ele devolveu o colar para Alex. Victor vai até a casa de Alex e o ataca antes de desmaiar de exaustão, quando Alex sufoca Victor com um travesseiro. Naquela noite, Jason mostra o colar para Gabriela. No dia seguinte, ela chama Alex e eles revistam o barco de Jason, mas Jason, antecipando isso, os confronta e ele e Alex brigam. Eventualmente, Jason esmaga Alex entre o barco e o cais, ferindo-o gravemente, antes de partir. Gabriela, que havia fugido com o colar, volta e deixa com Alex, dizendo que não quer, mas rouba um dos diamantes antes de ir embora. Com uma ambulância a caminho, Alex percebe que não tem escolha a não ser descartar as evidências e joga o colar no oceano.

## Elenco
- Jack Nicholson como Alex Gates
- Stephen Dorff como Jason
- Jennifer Lopez como Gabriela "Gabby"
- Judy Davis como Suzanne
- Michael Caine como Victor "Vic" Spansky
- Harold Perrineau Jr. como Henry
- Robyn Peterson como Dina Reese
- Mike Starr como Mike
- John Seitz como Frank Reese
- Marc Macaulay como Guarda
- Dan Daily como Todd
- Marta Velasco como prima de Gabriela

## Produção
O produtor britânico Jeremy Thomas foi atraído para trabalhar com Rafelson devido ao que ele percebeu como as sensibilidades europeias do diretor. Mais tarde ele se lembrou:
Foi uma experiência diferente para mim, pois crescer como produtor independente foi difícil interagir com um sistema corporativo. Mas então eu recebi este roteiro que tinha Jack Nicholson anexado a ele e Bob Rafelson, que eu conhecia muito bem, e então pensei, nunca tinha chegado perto de um tipo de filme de gênero, então talvez eu tente algum tipo noir-ish do filme, ambientado em Miami, que é o sabor de Hollywood, e ver se conseguimos. Certamente era um elenco incrível, e vendi o filme para a 20th Century Fox, e tive um momento de flerte com um tipo de filme de estúdio. Gosto muito do filme.
Blood and Wine foi filmado em Miami, Flórida Sul e Florida Keys, incluindo algumas cenas no Caribbean Club em Key Largo. A casa da família de Alex está localizada na área de Coral Gables/Pinecrest. Gabriela é mostrada morando em Pequena Havana. Os Reeses vivem em Millionaire's Row em Miami Beach. A casa deles fica próxima a Indian Creek e tem vista para a Collins Avenue. O barco de pesca de Jason está ancorado no Rio Miami, perto do Downtown Miami. Antes da cena de dança entre Alex e Gabriela, vemos uma vista do Southeast Financial Center em Downtown Miami.

## Recepção
Rotten Tomatoes relata que 61% dos 31 críticos entrevistados deram ao filme uma resenha positiva; a avaliação média é de 6.1/10. David Rooney, da Variety, chamou-o de "uma porção divertidamente cáustica e direta de filmes noir temperados com carisma de estrela". O crítico de cinema Roger Ebert escreveu: "Blood & Wine é um filme policial ricamente texturizado baseado nas personalidades de homens que ganham a vida desesperadamente. Jack Nicholson e Michael Caine são as estrelas, como parceiros em um roubo de joias que dá errado em uma série de maneiras, cada uma ilustrando falhas profundas em como eles escolhem viver." Edward Guthmann do San Francisco Chronicle avaliou com 2/4 estrelas e escreveu: "Blood & Wine tem elementos do clássico filme noir - mas é filme noir com uma marreta e nada da sugestividade ou estilo do gênero."
Caine ganhou o prêmio de melhor ator no Festival Internacional de Cinema de San Sebastian.